# RASGRP4
RASGRP4‏ (RAS guanyl releasing protein 4) هوَ بروتين يُشَفر بواسطة جين RASGRP4 في الإنسان.